# I successi di Little Tony (album 1965)
I successi di Little Tony è un album discografico di Little Tony pubblicato in Italia nel 1965.

## Tracce
1. Quando vedrai la mia ragazza
2. Lo sai tu?
3. Tu sei cambiata
4. Liana
5. Se insieme a un altro ti vedrò
6. Non ce la farò
7. T'amo e t'amerò
8. Ti cambierò con una meglio di te
9. Il Ragazzo col ciuffo
10. Quello che mai più scorderai
11. Bella Pupa
12. So che mi ami ancora